# 왕야핑
왕야핑(중국어 간체자: 王亚平, 정체자: 王亞平, 병음: Wáng Yàpíng, 1980년 1월 27일 ~ )은 중국의 군 조종사 겸 우주인이다. 왕야핑은 중국국가항천국이 선정한 2번째 여성 우주비행사였으며, 중국의 2번째 여성 우주비행사였다.

## 생애
1991년 9월 옌타이의 중학교에 입학하였고, 1994년 옌타이 이즈중 고등학교에 입학하여 1997년 고등학교를 졸업하였다. 왕야핑은 인민 해방군 공군 창춘 비행학원에 입학했고 1997년 8월 입대했다. 왕야핑은 중국의 7번째 여성 공군 조종사다. 우한 공군 수송기 승무원의 조종사로 전투 준비 훈련, 원촨 지진 구호, 2008 베이징 올림픽 경기 등 많은 주요 임무에 참여해 구름을 없애고 비를 줄였다. 1,600시간 동안 안전한 비행을 한 후, 그녀는 공군 2급 조종사로 임명되었다.
2010년 5월에 그녀는 공식적으로 중국에서 두 번째 우주비행사가 되었다. 당시 왕야핑은 중국 인민해방군 공군 대위였다. 왕야핑은 2012년 우주 비행선 선저우 9호의 후보였다. 중국 최초의 여성 우주여행자의 역사적인 임무로 왕야핑이 발탁되었다. 왕야핑은 SZ-9 백업 승무원의 일원이었다.
왕야핑은 2013년 6월 지구 궤도를 선회한 선저우 10호 우주선 승무원과 도킹한 톈궁 1호 궤도 우주정거장에 탑승해 두 번째 중국 여성 우주인이 되었다. 왕야핑은 "여신 II"로 알려져 있었다. 왕야핑은 4월에 발표된 첫 번째 승무원이었고 나머지 승무원들은 6월에 발표되었다. 왕야핑은 여성 발렌티나 테레시코바의 첫 우주비행인 보스토크 6호 50주년 기념일에 우주에 있는 두 여성 중 한 명이었다.
2013년 6월 16일 우주에 있는 또 다른 여성은 국제우주정거장에 탑승한 미국인 우주비행사 카렌 니버 그었다. 톈궁-1에 탑승한 왕 씨는 과학실험을 하고, 중국 학생들에게 TV 생중계를 통해 물리 수업을 진행했다. 그녀는 현재 항공기 4대를 조종할 수 있는 공군 대령 계급장을 갖고 있다. 왕야핑은 2018년 3월 전국인민대표대회 부대표로 5년 임기에 선출되었다.

## 사생활
공식적인 선저우 10호 보고서에 따르면, 왕야핑의 출생일은 1980년 1월로 명시되어 있는데, 이는 선저우 9호 보고서와 일치하지 않는다. 이전 보고서에서 그녀의 생일은 1978년 4월이었다.
한 전직 관리는 우주 비행이 여성의 출산율을 해칠 수 있다는 우려 때문에 중국 우주 프로그램의 일부인 모든 여성들에게 필요하다고 주장했다. 그러나, 이 요건은 중국 우주비행사 센터장에 의해 공식적으로 부인되어 왔으며, 이는 선호 가기는 하지만 엄격한 제한이 아니다.